# Paludicella articulata
Paludicella articulata är en mossdjursart som först beskrevs av Ehrenberg 1831.  Paludicella articulata ingår i släktet Paludicella och familjen Paludicellidae. Inga underarter finns listade i Catalogue of Life.